# Parole nuove (singolo Einar)
Parole nuove è un singolo del cantante italo-cubano Einar, pubblicato il 6 febbraio 2019 come secondo estratto dall'album omonimo.
Il brano è stato presentato in gara al 69º Festival di Sanremo, dove si è piazzato al 23º posto in classifica.

## Classifiche
| Classifica (2019) | Posizione massima |
| ----------------- | ----------------- |
| Italia            | 55                |